# Paul Anton
Paul Viorel Anton (ur. 10 maja 1991 w Bystrzycy) – rumuński piłkarz występujący na pozycji pomocnika w Getafe CF.